# 瓦斯卡科查湖 (塔爾馬省)
11°05′30″S 75°42′56″W / 11.09167°S 75.71556°W
瓦斯卡科查湖（Waskhaqucha），是秘魯的湖泊，位於該國中部胡寧大區，由塔爾馬省的瓦薩瓦西區負責管轄，處於胡寧湖以東，長1.28公里、寬0.31公里，海拔高度4,138米。